# 降B大調

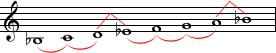
降B大調音階（為全音，為半音）

降B大調是一個以B♭音为主音的大調，由B♭、C、D、E♭、F、G、A和B♭組成，調號有两個降號，分别为降B和降E。關係小調是g小調，同主音小调（並行小調）是降b小調。
以降B大调写成的音乐作品有贝多芬第6號交響曲的第二乐章、巴赫的第六勃兰登堡协奏曲等。
1. ↑  李, 重光. . 北京: 高等教育出版社. 2004.8: 87. ISBN 7-04-015533-8.